# European Journal of Clinical Nutrition
L'European Journal of Clinical Nutrition è una rivista medica mensile sottoposta a revisione paritaria e pubblicata dalla Springer Nature, che tratta di scienze della nutrizione.
È stata fondata nel 1947 da John Waterlow con il nome di Nutrition e ribattezzata Journal of Human Nutrition nel 1976. Nel 1982 il nome è stato cambiato in Human Nutrition e la rivista è stata divisa in due sezioni: Human Nutrition: Applied Nutrition e Human Nutrition: Clinical Nutrition. Queste due sezioni sono state nuovamente unite nel 1988 quando la rivista ha assunto il nome attuale.
Il caporedattore è Mario J. Soares (Curtin University).

## Indicizzazione
Gli abstract e gli articoli sono indicizzati da:
- BIOSIS Previews[3]
- CAB Abstracts[4]
- CINAHL[5]
- Current Contents/Clinical Medicine[3]
- Current Contents/Life Sciences[3]
- Elsevier Biobase/Current Awareness in Biological Sciences
- Embase/Excerpta Medica[6]
- Index Medicus/MEDLINE/PubMed[7]
- Science Citation Index[3]
- Scopus[8]

Secondo il Journal Citation Reports, nel 2020 l'European Journal of Clinical Nutrition ha ricevuto un fattore di impatto pari a 4,016. Al 2025 ha avuto un indice H pari a 187.